# Петровка (рынок, Киев)
Петро́вка (укр. Петрівка) — один из крупнейших на Украине и самый большой в Киеве книжный рынок.

## История
Предшественником рынка было неформальное объединение «чёрных книготорговцев» на ул. Фрунзе (возле нынешнего ночного клуба FreeДОМ), существовавшее с 1989 г. Официальный перенос рынка в район железнодорожного узла «Петровка» (ныне станция «Почайная») и одноимённой станции метро состоялся 1 марта 1997 года. Рядом с книжным рынком находится вещевой, а также «блошиный» рынок, перенесённый сюда с площади Фрунзе (ныне Петропавловская площадь) в 2010 году. На Петровке можно найти книги любых жанров и областей знаний: от романов до профессиональной литературы узкого профиля. Кроме того, на книжном рынке представлен широкий ассортимент канцтоваров, а также аудио-видео продукции и программного обеспечения, как лицензионной, так и нарушающей АП.
В 2011 году Министерство торговли США включило киевский рынок Петровка в число 17 пиратских рынков по продаже контрафактной продукции, наносящих наибольший ущерб интеллектуальным правам в мире.